# Botryosphaeria tiliacea
Botryosphaeria tiliacea är en svampart som beskrevs av Petr. 1916. Botryosphaeria tiliacea ingår i släktet Botryosphaeria och familjen Botryosphaeriaceae.  Artens status i Sverige är: Osäker förekomst. Inga underarter finns listade i Catalogue of Life.